# Nowoczerszylinskij
Nowoczerszylinskij (ros. Новочершилинский) – osiedle w Rosji, w Tatarstanie, w rejonie leninogorskim. W 2021 liczyło 435 mieszkańców.